# Portrait de Mariano Goya, petit-fils de l'artiste
Portrait de Mariano Goya, petit-fils de l'artiste est un tableau réalisé en 1827 par le peintre espagnol Francisco de Goya. Cette huile sur toile est un portrait en buste de son petit-fils Mariano, que l'artiste a déjà représenté à plusieurs reprises. L'œuvre est conservée depuis 2013 dans les collections du Meadows Museum, à Dallas, au Texas, dans le Sud des États-Unis.